# Fußball-Club Energie Cottbus 2011-2012
Questa voce raccoglie le informazioni riguardanti il Fußball-Club Energie Cottbus nelle competizioni ufficiali della stagione 2011-2012.

## Stagione
Nella stagione 2011-2012 l'Energie Cottbus, allenato da Claus-Dieter Wollitz, Markus Feldhoff e Rudolf Bommer, concluse il campionato di 2. Bundesliga al 14º posto. In Coppa di Germania l'Energie Cottbus fu eliminato al primo turno dall' Holstein Kiel.

## Rosa
| N. |                       | Ruolo | Calciatore          |
| -- | --------------------- | ----- | ------------------- |
| 1  | Germania (bandiera)   | P     | Thorsten Kirschbaum |
| 2  | Germania (bandiera)   | D     | Christopher Schorch |
| 3  | Croazia (bandiera)    | C     | Ivica Banović       |
| 5  | Brasile (bandiera)    | C     | Roger               |
| 8  | Bulgaria (bandiera)   | A     | Dimităr Rangelov    |
| 10 | Germania (bandiera)   | C     | Daniel Adlung       |
| 11 | Germania (bandiera)   | C     | Alexander Ludwig    |
| 12 | Germania (bandiera)   | P     | Rene Renno          |
| 13 | Germania (bandiera)   | D     | Julian Börner       |
| 15 | Germania (bandiera)   | D     | Alexander Bittroff  |
| 17 | Germania (bandiera)   | D     | Daniel Ziebig       |
| 18 | Germania (bandiera)   | C     | Marc-André Kruska   |
| 20 | Kazakistan (bandiera) | D     | Konstantin Engel    |
| 21 | Germania (bandiera)   | D     | Uwe Hünemeier       |

| N. |                        | Ruolo | Calciatore           |
| -- | ---------------------- | ----- | -------------------- |
| 22 | Rep. Ceca (bandiera)   | A     | Martin Fenin         |
| 24 | Slovenia (bandiera)    | C     | Rok Kronaveter       |
| 25 | Germania (bandiera)    | D     | Markus Brzenska      |
| 27 | Germania (bandiera)    | A     | Maxim Banaskiewicz   |
| 28 | Germania (bandiera)    | C     | Clemens Fandrich     |
| 29 | Danimarca (bandiera)   | C     | Dennis Sørensen      |
| 30 | Germania (bandiera)    | P     | Marvin Gladrow       |
| 31 | Canada (bandiera)      | P     | Julien Latendresse   |
| 32 | Germania (bandiera)    | C     | Leonardo Bittencourt |
| 33 | Polonia (bandiera)     | A     | Martin Kobylański    |
| 34 | Paesi Bassi (bandiera) | C     | Jules Reimerink      |
| 35 | Germania (bandiera)    | D     | Uwe Möhrle           |
| 37 | Germania (bandiera)    | C     | Christian Müller     |
| 40 | Germania (bandiera)    | D     | David Urban          |

## Organigramma societario
Area tecnica
- Allenatore: Rudolf Bommer
- Allenatore in seconda: Markus Feldhoff, Matthias Grahé
- Preparatore dei portieri: Ronny Zeiß
- Preparatori atletici:

## Calciomercato

### Sessione estiva
| Acquisti | Acquisti            | Acquisti              | Acquisti |
| R.       | Nome                | da                    | Modalità |
| -------- | ------------------- | --------------------- | -------- |
| A        | Martin Fenin        | Eintracht Francoforte |          |
| D        | Christopher Schorch | Colonia               |          |
| C        | Ivica Banović       | Friburgo              |          |
| D        | Konstantin Engel    | Osnabrück             |          |
| A        | Martin Kobylański   | Energie Cottbus U17   |          |
| A        | Mustafa Kučuković   | SønderjyskE           |          |
| C        | Alexander Ludwig    | Monaco 1860           |          |
| C        | Christian Müller    | Arminia Bielefeld     |          |
| A        | Charles Nwaogu      | Flota Świnoujście     |          |
| A        | Dimităr Rangelov    | Maccabi Tel Aviv      |          |
| C        | Tobias Steffen      | Bayer Leverkusen II   |          |

| Cessioni | Cessioni                | Cessioni            | Cessioni |
| R.       | Nome                    | a                   | Modalità |
| -------- | ----------------------- | ------------------- | -------- |
| A        | Velimir Jovanović       | Carl Zeiss Jena     |          |
| D        | Kolja Afriyie           | Midtjylland         |          |
| A        | Emil Jula               | Duisburg            |          |
| D        | Nils Miatke             | Carl Zeiss Jena     |          |
| C        | Markus Obernosterer     | WSG Swarovski Tirol |          |
| A        | Nils Petersen           | Bayern Monaco       |          |
| C        | Heiko Schwarz           | Wacker Burghausen   |          |
| C        | Shao Jiayi              | Duisburg            |          |
| D        | Takahito Sōma           | Vissel Kōbe         |          |
| D        | Robert Zickert          | Carl Zeiss Jena     |          |
| A        | Marc-Philipp Zimmermann | Plauen              |          |

### Sessione invernale
| Acquisti | Acquisti       | Acquisti          | Acquisti |
| R.       | Nome           | da                | Modalità |
| -------- | -------------- | ----------------- | -------- |
| A        | Marius Bilaşco | Tianjin Jinmen Hu |          |
| D        | Uwe Möhrle     | Augusta           |          |

| Cessioni | Cessioni       | Cessioni            | Cessioni |
| R.       | Nome           | a                   | Modalità |
| -------- | -------------- | ------------------- | -------- |
| C        | Marco Kurth    | Magdeburgo          |          |
| D        | Adam Straith   | Saarbrücken         |          |
| A        | Charles Nwaogu | Arka Gdynia         |          |
| C        | Tobias Steffen | Bayer Leverkusen II |          |

## Risultati

### 2. Bundesliga

#### Girone di andata
| Arbitro: | Stark |

|                         |           |            |
| Adlung 57’ Sørensen 66’ | Marcatori | 45’ Trojan |

| Arbitro: | Perl |

|          |           |                             |
| Shao 16’ | Marcatori | 6’ Rangelov 10’ Bittencourt |

| Arbitro: | Schmidt |

|  |           |                                                                 |
|  | Marcatori | 1’ Aigner 23’ Volland 31’ Halfar 40’ (aut.) Hünemeier 71’ Lauth |

| Arbitro: | Christ |

|  |           |                          |
|  | Marcatori | 53’ Banović 74’ Rangelov |

| Arbitro: | Winkmann |

|                          |           |  |
| Rangelov 14’, 22’ (rig.) | Marcatori |  |

| Aue-Bad Schlema 29 agosto 2011, ore 20:15 CEST 6ª giornata | Erzgebirge Aue | 0 – 0 referto | Energie Cottbus | Sparkassen-Erzgebirgsstadion (9 400 spett.)\| Arbitro: \| Fritz \| |
| Arbitro:                                                   | Fritz          |               |                 |                                                                    |

| Arbitro: | Kircher |

|                              |           |                                     |
| Rangelov 10’, 49’ Adlung 70’ | Marcatori | 65’ Friend 72’ Korkmaz 88’ Idrissou |

| Arbitro: | Gräfe |

|                                    |           |                 |
| Kruppke 18’ Boland 37’ Kumbela 76’ | Marcatori | 75’ Bittencourt |

| Arbitro: | Welz |

|                                         |           |                            |
| Beister 4’, 26’ Rösler 17’ Grimaldi 90’ | Marcatori | 52’ Rangelov 55’ Hünemeier |

| Arbitro: | Dingert |

|            |           |                                         |
| Ludwig 81’ | Marcatori | 17’ Schachten 43’ Kruse 76’, 86’ Ebbers |

| Arbitro: | Petersen |

|  |           |                |
|  | Marcatori | 86’ Kronaveter |

| Arbitro: | Meyer |

|  |           |                        |
|  | Marcatori | 21’ Occéan 73’ Sararer |

| Arbitro: | Kircher |

|           |           |                |
| Holst 90’ | Marcatori | 30’ Kronaveter |

| Arbitro: | Wingenbach |

|  |           |                                         |
|  | Marcatori | 68’ (aut.) Müller 72’ (rig.) Proschwitz |

| Arbitro: | Hartmann |

|  |           |               |
|  | Marcatori | 77’ Kučuković |

| Cottbus 27 novembre 2011, ore 13:30 CET 16ª giornata | Energie Cottbus | 0 – 0 referto | Ingolstadt 04 | Stadion der Freundschaft (7 700 spett.)\| Arbitro: \| Grudzinski \| |
| Arbitro:                                             | Grudzinski      |               |               |                                                                     |

| Arbitro: | Fritz |

|                   |           |  |
| Carlos Silvio 10’ | Marcatori |  |

#### Girone di ritorno
| Arbitro: | Sippel |

|               |           |              |
| Poté 50’, 86’ | Marcatori | 56’ Rangelov |

| Arbitro: | Stieler |

|            |           |           |
| Kruska 33’ | Marcatori | 74’ Bajić |

| Arbitro: | Bandurski |

|                |           |  |
| Lauth 35’, 90’ | Marcatori |  |

| Arbitro: | Winkmann |

|            |           |                 |
| Möhrle 53’ | Marcatori | 50’ Feisthammel |

| Arbitro: | Kampka |

|                         |           |  |
| Lavrič 50’ Iashvili 57’ | Marcatori |  |

| Arbitro: | Sippel |

|                                  |           |  |
| Sørensen 11’ Rangelov 58’ (rig.) | Marcatori |  |

| Arbitro: | Schriever |

|            |           |  |
| Hoffer 69’ | Marcatori |  |

| Arbitro: | Dankert |

|             |           |              |
| Banović 69’ | Marcatori | 40’ Bičakčić |

| Arbitro: | Fritz |

|              |           |                |
| Sørensen 26’ | Marcatori | 81’ Matuszczyk |

| Amburgo 25 marzo 2012, ore 13:30 CET 27ª giornata | St. Pauli | 0 – 0 referto | Energie Cottbus | Millerntor-Stadion (23 535 spett.)\| Arbitro: \| Siebert \| |
| Arbitro:                                          | Siebert   |               |                 |                                                             |

| Arbitro: | Bandurski |

|              |           |                  |
| Rangelov 19’ | Marcatori | 87’ (rig.) Yelen |

| Arbitro: | Wingenbach |

|                                   |           |  |
| Kleine 30’ Occéan 75’ Sararer 89’ | Marcatori |  |

| Arbitro: | Kinhöfer |

|  |           |           |
|  | Marcatori | 90’ Peitz |

| Arbitro: | Cortus |

|                         |           |              |
| Kara 2’ Brandy 34’, 54’ | Marcatori | 72’ Rangelov |

| Arbitro: | Christ |

|               |           |          |
| Reimerink 33’ | Marcatori | 58’ Vogt |

| Arbitro: | Steuer |

|            |           |  |
| Quaner 84’ | Marcatori |  |

| Arbitro: | Dingert |

|                         |           |         |
| Adlung 59’ Rangelov 73’ | Marcatori | 61’ Ede |

### Coppa di Germania
| Arbitro: | Kampka |

|                                    |           |  |
| Sykora 15’ Kazior 32’ Herrmann 59’ | Marcatori |  |

## Statistiche

### Statistiche di squadra
| Competizione      | Punti | In casa | In casa | In casa | In casa | In casa | In casa | In trasferta | In trasferta | In trasferta | In trasferta | In trasferta | In trasferta | Totale | Totale | Totale | Totale | Totale | Totale | DR  |
| Competizione      | Punti | G       | V       | N       | P       | Gf      | Gs      | G            | V            | N            | P            | Gf           | Gs           | G      | V      | N      | P      | Gf     | Gs     | DR  |
| ----------------- | ----- | ------- | ------- | ------- | ------- | ------- | ------- | ------------ | ------------ | ------------ | ------------ | ------------ | ------------ | ------ | ------ | ------ | ------ | ------ | ------ | --- |
| 2. Bundesliga     | 35    | 17      | 4       | 8       | 5       | 18      | 25      | 17           | 4            | 3            | 10           | 12           | 24           | 34     | 8      | 11     | 15     | 30     | 49     | -19 |
| Coppa di Germania | -     | 0       | 0       | 0       | 0       | 0       | 0       | 1            | 0            | 0            | 1            | 0            | 3            | 1      | 0      | 0      | 1      | 0      | 3      | -3  |
| Totale            | 35    | 17      | 4       | 8       | 5       | 18      | 25      | 18           | 4            | 3            | 11           | 12           | 27           | 35     | 8      | 11     | 16     | 30     | 52     | -22 |

### Andamento in campionato
| Giornata  | 1 | 2 | 3 | 4 | 5 | 6 | 7 | 8 | 9 | 10 | 11 | 12 | 13 | 14 | 15 | 16 | 17 | 18 | 19 | 20 | 21 | 22 | 23 | 24 | 25 | 26 | 27 | 28 | 29 | 30 | 31 | 32 | 33 | 34 |
| --------- | - | - | - | - | - | - | - | - | - | -- | -- | -- | -- | -- | -- | -- | -- | -- | -- | -- | -- | -- | -- | -- | -- | -- | -- | -- | -- | -- | -- | -- | -- | -- |
| Luogo     | C | T | C | T | C | T | C | T | T | C  | T  | C  | T  | C  | T  | C  | T  | T  | C  | T  | C  | T  | C  | T  | C  | C  | T  | C  | T  | C  | T  | C  | T  | C  |
| Risultato | V | V | P | V | V | N | N | P | P | P  | V  | P  | N  | P  | V  | N  | P  | P  | N  | P  | N  | P  | V  | P  | N  | N  | N  | N  | P  | P  | P  | N  | P  | V  |
| Posizione | 6 | 2 | 8 | 5 | 3 | 4 | 5 | 7 | 9 | 9  | 8  | 8  | 9  | 9  | 9  | 9  | 9  | 9  | 10 | 11 | 11 | 11 | 11 | 11 | 11 | 11 | 11 | 11 | 12 | 13 | 14 | 14 | 14 | 14 |

Legenda:

Luogo: C = Casa; T = Trasferta. Risultato: V = Vittoria; N = Pareggio; P = Sconfitta.

### Statistiche dei giocatori
| Giocatore       | 2. Bundesliga | 2. Bundesliga | 2. Bundesliga | 2. Bundesliga | Coppa di Germania | Coppa di Germania | Coppa di Germania | Coppa di Germania | Totale   | Totale | Totale      | Totale     |
| Giocatore       | Presenze      | Reti          | Ammonizioni   | Espulsioni    | Presenze          | Reti              | Ammonizioni       | Espulsioni        | Presenze | Reti   | Ammonizioni | Espulsioni |
| --------------- | ------------- | ------------- | ------------- | ------------- | ----------------- | ----------------- | ----------------- | ----------------- | -------- | ------ | ----------- | ---------- |
| D. Adlung       | 29            | 3             | 5             | 1             | 1                 | 0                 | 0                 | 0                 | 30       | 3      | 5           | 1          |
| M. Banaskiewicz | 0             | 0             | 0             | 0             | 0                 | 0                 | 0                 | 0                 | 0        | 0      | 0           | 0          |
| I. Banović      | 28            | 2             | 2             | 0             | 0                 | 0                 | 0                 | 0                 | 28       | 2      | 2           | 0          |
| M. Bilaşco      | 4             | 0             | 0             | 0             | 0                 | 0                 | 0                 | 0                 | 4        | 0      | 0           | 0          |
| L. Bittencourt  | 26            | 2             | 6             | 0             | 1                 | 0                 | 0                 | 0                 | 27       | 2      | 6           | 0          |
| A. Bittroff     | 23            | 0             | 3             | 0             | 1                 | 0                 | 0                 | 0                 | 24       | 0      | 3           | 0          |
| M. Brzenska     | 2             | 0             | 1             | 0             | 0                 | 0                 | 0                 | 0                 | 2        | 0      | 1           | 0          |
| J. Börner       | 4             | 0             | 0             | 0             | 0                 | 0                 | 0                 | 0                 | 4        | 0      | 0           | 0          |
| K. Engel        | 14            | 0             | 2             | 1             | 0                 | 0                 | 0                 | 0                 | 14       | 0      | 2           | 1          |
| C. Fandrich     | 0             | 0             | 0             | 0             | 0                 | 0                 | 0                 | 0                 | 0        | 0      | 0           | 0          |
| M. Fenin        | 11            | 0             | 3             | 0             | 0                 | 0                 | 0                 | 0                 | 11       | 0      | 3           | 0          |
| M. Gladrow      | 0             | 0             | 0             | 0             | 0                 | 0                 | 0                 | 0                 | 0        | 0      | 0           | 0          |
| U. Hünemeier    | 25            | 1             | 2             | 0             | 1                 | 0                 | 0                 | 0                 | 26       | 1      | 2           | 0          |
| T. Kirschbaum   | 27            | 0             | 2             | 0             | 0                 | 0                 | 0                 | 0                 | 27       | 0      | 2           | 0          |
| M. Kobylański   | 3             | 0             | 0             | 0             | 0                 | 0                 | 0                 | 0                 | 3        | 0      | 0           | 0          |
| R. Kronaveter   | 17            | 2             | 1             | 0             | 0                 | 0                 | 0                 | 0                 | 17       | 2      | 1           | 0          |
| M. Kruska       | 33            | 1             | 7             | 0             | 1                 | 0                 | 0                 | 0                 | 34       | 1      | 7           | 0          |
| M. Kurth        | 1             | 0             | 0             | 0             | 0                 | 0                 | 0                 | 0                 | 1        | 0      | 0           | 0          |
| M. Kučuković    | 5             | 1             | 1             | 0             | 1                 | 0                 | 0                 | 0                 | 6        | 1      | 1           | 0          |
| J. Latendresse  | 0             | 0             | 0             | 0             | 0                 | 0                 | 0                 | 0                 | 0        | 0      | 0           | 0          |
| A. Ludwig       | 14            | 1             | 1             | 0             | 1                 | 0                 | 0                 | 0                 | 15       | 1      | 1           | 0          |
| U. Möhrle       | 14            | 1             | 5             | 0             | 0                 | 0                 | 0                 | 0                 | 14       | 1      | 5           | 0          |
| C. Müller       | 24            | 0             | 5             | 0             | 1                 | 0                 | 0                 | 0                 | 25       | 0      | 5           | 0          |
| D. Rangelov     | 30            | 12            | 5             | 1             | 1                 | 0                 | 1                 | 0                 | 31       | 12     | 6           | 1          |
| J. Reimerink    | 19            | 1             | 2             | 0             | 1                 | 0                 | 0                 | 0                 | 20       | 1      | 2           | 0          |
| R. Renno        | 7             | 0             | 0             | 0             | 1                 | 0                 | 0                 | 0                 | 8        | 0      | 0           | 0          |
| R. Roger        | 26            | 0             | 5             | 2             | 1                 | 0                 | 0                 | 0                 | 27       | 0      | 5           | 2          |
| C. Schorch      | 10            | 0             | 2             | 0             | 0                 | 0                 | 0                 | 0                 | 10       | 0      | 2           | 0          |
| T. Steffen      | 2             | 0             | 0             | 0             | 0                 | 0                 | 0                 | 0                 | 2        | 0      | 0           | 0          |
| A. Straith      | 8             | 0             | 1             | 0             | 1                 | 0                 | 0                 | 0                 | 9        | 0      | 1           | 0          |
| D. Sørensen     | 21            | 3             | 2             | 0             | 0                 | 0                 | 0                 | 0                 | 21       | 3      | 2           | 0          |
| D. Urban        | 0             | 0             | 0             | 0             | 0                 | 0                 | 0                 | 0                 | 0        | 0      | 0           | 0          |
| D. Ziebig       | 30            | 0             | 12            | 0             | 1                 | 0                 | 1                 | 0                 | 31       | 0      | 13          | 0          |